# ピラミッド (トランプゲーム)

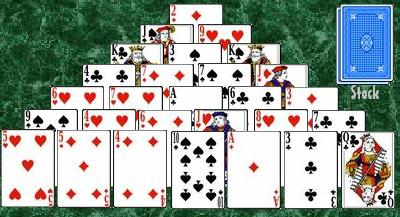
カードの並べ方

ピラミッドとは、トランプにおける遊び方の一つ。1人用のゲームである。

## 遊び方

### 使用カード
ジョーカーを除く52枚のカードを使用する。

### 一般的なルール
「ピラミッド」のルールには様々なバリエーションが存在し、トランプについて扱った書籍や、ゲームソフト、オンラインゲーム等によって、それぞれ異なるルールが採用されている。

ここでは、ごく一般的なルールについて説明する。

#### 準備
- まず準備として、1段目には1枚、2段目には2枚、という様にして、7段目の7枚まで、図のようなピラミッド状に並べる。その際、全ての段で、1枚のカードの左下部分と右下部分に、下段のカードが重なるように並べる。また、1段目から6段目までは裏向きに並べ、最後の7段目のカードは全て表向きにする。
- 残りのカードは、手元に裏向きにして積み重ねておく（これを手札とする）。準備は以上である。

#### プレイ
- まず、7段目の7枚を見て、マークに関係なく数字の合計が13となるような2枚のカード(6と7など)を除去する。その際、エースは1、ジャックは11、クィーンは12、キングは13とし、キングは単独で除去することができる。そして、6段目のカードで、重なっている部分がなくなったカードがあれば、表向きにすることができる。このようにして、カードを除去してゆき、重なった部分がなくなったカードがあり次第表向きにして、徐々にピラミッドを崩していく。

- もし、ピラミッド内に除去できるカードがない場合は、手札の一番上のカードを表向きにして、そのカードとピラミッド内のカードで13をつくることができれば、除去することができる。手札1枚を合わせても除去するカードがなかった場合は、その手札1枚は捨て札として別の場所に表向きに積み重ねていく。そしてまた手札のカードを1枚表向きにする。

- また、捨て札の山の一番上のカードで、ピラミッド内のカードと合わせて13にすることができれば、除去が可能である。

- このようにしてピラミッドを崩してゆき、ピラミッドの全てのカードを除去できれば、このゲームは成功となる。

### バリエーション
このゲームは前述のとおり、ルールに様々なバリエーションが存在し、ルールによって難易度が上下したり、ゲーム性が変わったりする。

ここでは、幾つかのバリアントルールについて、一般的なルールとの相違点を取り上げる。
- リディールを認める

手札がなくなった場合は、捨て札を回収して新しい手札にすることができる。その際、捨て札の重なり順は崩してはならず、シャッフルもしてはならない(クロンダイク等と同じ)。リディールには、1回まで、2回まで、3回までなど、可能な回数にあらかじめ制限を設けておく。
- ピラミッドのカードを全部表向きにする

先読みが可能になり、ゲーム性が大幅に変化する。
- ピラミッドのカードだけでなく、手札や捨て札も全部除去しなければ成功とみなさない

このルールの場合、手札と捨て札を組み合わせて除去することも可能とする。
- 合計を13ではなく14にして取り除く

この場合、キング(13)を単独で取るというルールは無くなり、除去するカードは必ず2枚ずつになる。
- カードとカードが1対1で重なっている時に限り、この2枚を組み合わせて取ることもできるものとする(前記の「ピラミッドのカードを全部表向きにする」ルールも併せて採用する)。
- 捨て札を使える回数を制限する。
- ジョーカー(どんな数字の代わりにもなるカード)を○回だけ使えるようにする。
- 3枚以上でも合計が13になれば取り除くことができる。